# (5801) Vasarely
(5801) Vasarely (1984 BK) – planetoida z pasa głównego asteroid okrążająca Słońce w ciągu 3,66 lat w średniej odległości 2,37 j.a. Odkryta 26 stycznia 1984 roku.